# Layman Peak
Der Layman Peak ist ein 2560 m hoher Berg in der antarktischen Ross Dependency. Er ragt 5 km östlich des Mount Bellows und 6 km nördlich der McIntyre Promontory im Königin-Maud-Gebirge auf.
Entdeckt und fotografiert wurde der Berg beim sogenannten Flight C während der United States Antarctic Service Expedition (1939–1941) zwischen dem 29. Februar und 1. März 1940. Der US-amerikanische Geophysiker Albert P. Crary (1911–1987) nahm zwischen 1957 und 1958 Vermessungen vor. Namensgeber ist Frank Layman, Mechaniker der Mannschaften, die zwischen 1957 und 1958 das Ross-Schelfeis und zwischen 1958 und 1959 das ostantarktische Viktorialand querten.